# جوني ويليامز (ملاكم)
جوني ويليامز (بالإنجليزية: Johnny Williams)‏ مواليد 25 ديسمبر 1926 في ويلز - الوفاة 6 فبراير 2007، كان ملاكم محترف ويلزي صنّف ضمن فئة الوزن الثقيل بدأ مسيرته الاحترافية سنة 1946.

## المسيرة الاحترافية
من نزالاته:
- خسر أمام دون كوكل (1953/05/12).

## إحصائيات
خاض خلال مسيرته 75 نزالا، فاز في 60 وتعادل في 4 وخسر في 11. فاز بالضربة القاضية في 38 نزالا.

## روابط خارجية
- جوني ويليامز على موقع بوكس ريك (الإنجليزية) (registration required)